# SABER CATS
『SABER CATS』（セイバーキャッツ）は、山本貴嗣による日本の漫画作品。『コミックGENKi』（角川書店）にて1989年秋号から1994年9月号にかけて連載された。1995年5月のコミックス最終巻の際の加筆（30P）をもって完結。全24話。単行本はニュータイプ100%コミックスから全5巻。

## 概要
作者の代表作の一つ。作者があるきっかけで武術関係者とコネクションを持ち、武術に傾倒し始めた頃の実験作「サンダーボーイ」（月刊コミコミ1988年5月号掲載）をプロトタイプとして、『コミックGENKi』編集部の桑原忍からの依頼で、『コミックGENKi』創刊号（1989年秋号）から連載を開始。執筆の合間に実際に道場に通って技を体感した上で書いたこともあり、武術の描写には説得力があるが、その分説明がくどい。なおタイトルは、作中 「saber CAT」という表現をする典拠をあげ、剣歯虎を指す語であると書かれているが、現在の分類学上は、エウスミルス、スミロドン等のサーベル・タイガーは大型ネコ科ではなく、ネコ科に属すると考えられている。

## あらすじ
21世紀後半、地球連邦政府は凶悪犯罪対策として大量の賞金稼ぎを公認し、世界は銃火器に溢れていた。女賞金稼ぎ｢山猫のチカ｣もその一人で、いつものようにハントレス稼業に勤しんでいたが、凶悪犯Dの901号に返り討ちに遭い、死にかける。謎の男・宿祢光から人工呼吸を受け息を吹き返すが、敵に何をされてこうなったか理解できないまま、謎の男が謎の技を使って凶悪犯Dの901号を倒すのを見て衝撃を受ける。その後も何かと付きまとい、ハントレスとしての失敗をフォローする宿祢光に辟易するチカだが…。

## 登場人物
宿祢光（すくね ひかる）
イェン老師の元で通背拳を学ぶ武術家。老師の言い付けで雷仁飛の手から当麻知華を護るために第七植民星ウ・タンから地球に来星。雷仁飛は父の仇でもあり、当初は仇を討つことを考えていたが、知華や鳳岩との触れ合いの中で少しずつ考えを改めていく。
他の学生が行き詰って他所の道場に移っていく中、教わっていた技に「もっと先があるのではないか?」と考えるなど、非常に聡明かつ地道な鍛錬を積むことを苦にしない。
当麻知華（とうま ちか）
「山猫のチカ」の異名を持つ女賞金稼ぎ。ほとんど何も知らないまま一連の騒動に巻き込まれる。宿祢光から賞金稼ぎとしてのプライドを完膚無きまでズタズタにされるが、光や鳳岩との触れ合いの中で少しずつ光に惹かれていく。遺伝子研究所の近くで拾った剣歯猫「ロビン」を飼っている。
作中の時代において広い宇宙に四散した武術の知識を収集して書籍として発表している武術家・陳尚武の娘だが、母から父は死んだと聞かされ育ったため、本人は光に会うまでそのことを知らなかった。
雷鳳岩（レイ・フォンイェン）
かつてイェン老師の元で光とともに通背拳を学んでいた若き流浪の武術家。行く先々で道場破りや決闘などの荒事を起こすが、強さを認めるや弟子入りを懇願するなど根は真摯であり、才覚もあるためイェン老師にも気に入られていた。雷仁飛の弟だが兄弟仲はとても悪い。光とはわずかの間過ごしただけで、ある事情で仲を違えたまま光の前から姿を消すが、心中では互いに親友だと思っている。男性としては小柄な体躯だが軽身功を得意とする。光の名を中国語読みで「コアン」と呼ぶ。
ロビン
おそらくは遺伝子操作で生まれた剣歯猫であるが、鋭く長大な牙以外は雄猫そのもの。鳳岩の手にかみついて穴を開ける程凶暴だが、知華と光には懐いている。
マサイアス
街のチンピラ。巨体を生かしたパワーアタックを得意とする。町では無敵の存在だったが、光に喧嘩を売り、完膚無きまでボロボロにされてからは、「兄貴」と呼んで慕うようになり光の協力者となる。
当麻木綿子（とうま ゆうこ）
陳尚武元夫人。元賞金稼ぎで、今はバス屋台で中華料理屋を営んでいる。賞金稼ぎは引退はしているものの、その腕は全く衰えていない。元夫とのこともあり、武術家を嫌悪している。娘を溺愛しているが、その愛情表現は辛らつな言葉と暴力を伴う。
イェン老師
恒星間貿易と移動武術教室を兼業している武術家。修建池の再来とも言われる通背門の使い手。光と鳳岩の師匠。父を亡くした光を正式な弟子としただけではなく、秘書として雇う。何故か片言。前述の移動教室を含めて教えているのはほとんど「健康体操」レベルの学生で正式な弟子は光と鳳岩だけ。そのため、仁飛による道場破りに対しても全く動じることは無く、「通背門とは私自身」と言い切っている。また、古来、武術家が弟子を取るのも師匠に付くのも慎重なのは門派としての面子以外に弟子の行動に対して師には責任が生じるからという一面もある。モデルは常松勝。
陳尚武（チェン・シャンウー）
大商家の跡取りとして生まれるが武術の魅力に魅かれ出奔、辺境星を飛び回り宇宙中に四散した武術家を訪ね歩いてはそこで学ぶ武術家。ある星で八卦掌の師匠を発見し、年齢的にこれが最後になるだろうと、元妻・当麻木綿子に無理な願いをしに地球へと向かっている。著書多数。イェンとは30年来の親友。
怒麻重四郎（ぬま じゅうしろう）
古武術の研究を重ねる白髪の老武術家。劇中では主に居合い剣術の達人として描かれる。旧知である雷仁飛の父の命日のために地球に来星。雷仁飛の部下とともに行動しているが、光とは敵でも味方でもない立場を取る。光とは1回闘い実質的に勝ち、鳳岩とは2回闘い鳳岩が怒麻を警戒して力み過ぎたのもあったが2回とも完勝している。
雷仁飛（レイ・レンフェイ）
恒星間貿易を幅広く手掛けて躍進する財閥「雷グループ」の大旦那であり、世界屈指の武術家。陳尚武の著書を元に宇宙中に四散した武術家を訪ね歩いては道場破りを繰り返し、武術の技を収集している。陳尚武が辺境星で発見した八卦掌を強奪しようと企み、交渉を円滑に進めるために、陳尚武の弱点である娘・当麻知華に狙いを付ける。
宿祢衛（すくね まもる）
光の父親。血気にはやり雷仁飛に歯向かった少年時代の光をかばい命を落とす。早くに母を亡くした光を男手ひとつで育て今わの際にも「仇は討つな」と言い残した温厚な性格だが、若い頃に柔術を学んでおり雷仁飛が「奥の手」を使わざるを得なかった程の武術を秘めた人物であった。
サドラ
雷仁飛配下の実行部隊のリーダー。根は実直な武術家である。
ペドロ
サドラの弟で実行部隊の副リーダー格。兄と違い粗野で乱暴、武術の腕も劣る。